# Чезаре Борџија
Чезаре Борџија (итал. Cesare Borgia; Рим, 13. септембар 1475 — Вијана код Наваре, 12. март 1507) је био италијански војсковођа, политичар и кардинал.
Као већина аспеката из његовог живота и датум његовог рођења је предмет расправе. Рођен је у Риму 1475. или 1476. године, као син кардинала Родрига Борџије (који ће касније постати папа Александар VI) и његове љубавнице Ванозе де Катанеј.
Чезаре је прво био предодређен за каријеру у католичкој цркви од стране свог оца, и постао је свештеник са 15 година. Паралелно са бирањем Родрига Борџије за папу, Чезаре Борџија постаје кардинал са само 18 година. Његов отац је положио све наде породице у његовог брата Ђованија, ког је поставио као главног генерала папске војске. Ђовани бива убијен под мистериозним околностима 1497. године, што Чезареу отвара могућности за дуго очекивану војну каријеру. Недуго потом, 17. августа 1498, Чезаре постаје први човек у историји која се добровољно одриче кардиналске титуле.
Иако је био способан војсковођа и државник, Чезаре је имао проблема да настави успешну владавину без подршке папства, које је држао његов отац. Након смрти свога оца бива ухапшен од стране новог папе Пија III, потом бежи из затвора али његову коначну пропаст изазива избор за папу смртног непријатеља његове породице — кардинала Ђулијана дела Ровере.
Погинуо је 1507. у бици код Наваре. Био је кнез Ромање и војвода од Валентиноиса. С именом овог војсковође и кардинала повезан је појам хладнокрвног убице који не преза ни пред каквим злочином, а Макијавели, који му је посветио своје дело Владалац, помиње га као узор политичара циника, чувеног по окрутности и безобзирности. Разни извори наговештавају да је у борби за престо Чезаре најпре наредио да убију његовог старијег брата, али је ове тврдње тешко доказати пошто потичу од непријатеља породице Борџија.
Чезаре се 10. маја 1499. оженио Шарлотом од Албрета (1480 — 11. март 1514), која је била сестра Хуана III од Наваре. Заједно су имали кћерку, Луизу Борџију, војвоткињу од Валентиноиса, (1500–1553). Чезаре је био отац још најмање 11 деце, међу којима су и Ђироламо Борџија, који се оженио Изабелом, контесом од Карпија, и Лукреција Борџија, која се после очеве смрти преселила на двор своје тетке Лукреције у Ферари.
Чезареова оригинална гробница је била у цркви Санта Марија у Вијани, и носила је натпис „Овде лежи у мало земље онај кога су плашили сви, онај који је држао мир и рат у својој шаци.” Међутим, 1537. године локални свештеник наређује да се његови остаци преместе на локацију изван цркве.